# Acción Social (Italia)
Acción Social (Azione Sociale) (AS), inicialmente conocido como Libertad de Acción (Libertà d'Azione) (LdA), fue un partido político en italiano conservador nacionalista, fundado y dirigido por Alessandra Mussolini, nieta de Benito Mussolini. En la actualidad es una corriente interna del Pueblo de la Libertad de Silvio Berlusconi.
Mussolini, que había sido miembro de Alianza Nacional (AN) desde su fundación, abandonó éste el 28 de noviembre de 2003, tras las declaraciones del líder del partido y el vice primer ministro Gianfranco Fini durante una la visita a Israel en las que describió al fascismo como "el mal absoluto ",disculpándose por el papel de Italia como una de las potencias del Eje en la Segunda Guerra Mundial. Sin embargo, Mussolini sí defendió el derecho de Israel a existir y declaró que el mundo "debe pedir perdón a Israel". 
Tras estos hechos, Mussolini formó su partido y organizó una coalición de extrema derecha llamado Alternativa Social. Anteriormente Mussolini, siempre había tomado posiciones progresistas en muchos temas, incluyendo el aborto, la inseminación artificial, los derechos de los homosexuales y las uniones civiles.
La coalición se disolvió después de las elecciones generales de 2006, y en 2007 el partido se disolvió, volviendo la mayoría de sus miembros a AN. Mussolini se reconcilió de nuevo con Fini y estaba preparando su reingreso en AN cuando Silvio Berlusconi creó el Pueblo de la Libertad (PdL); Mussolini decidió fusionar lo que quedaba de Acción Social en este nuevo partido y fue elegida diputada en las elecciones generales de 2008.
Dentro del PdL Mussolini pronto se convirtió en el líder del ala favorable a la inmigración dentro del partido, a menudo tomando a menudo una línea independiente y opuesta a algunas de las políticas del gobierno de Berlusconi.